# バイオハザード (バンド)
バイオハザード (Biohazard) は、1987年にアメリカ合衆国ニューヨーク市ブルックリンで結成されたハードコア・バンド。2006年に一度解散したが、2008年から活動を再開している。

## メンバー
現在のラインナップ
- ビリー・グラツィアデイ (Billy Graziadei) - リズムギター、ボーカル (1987年–2006年、2008年– )
- ボビー・ハンベル (Bobby Hambel) - リードギター (1987年–1995年、2008年– )
- ダニー・シュラー (Danny Schuler) - ドラム (1988年–2006年、2008年– )
- エヴァン・サインフェルド (Evan Seinfeld) - リード・ボーカル、ベース (1987年–2006年、2008年–2011年、2022年–)

旧メンバー
- アンソニー・ミオ (Anthony Meo) - ドラム (1987年–1988年)
- ロブ・エチェベリア (Rob Echeverria) - リードギター (1996年–2000年)
- レオ・カーリー (Leo Curley) - リードギター (2000年–2002年)
- カーマイン・ヴィンセント (Carmine Vincent) - リードギター (2002年)
- スコット・ロバーツ (Scott Roberts) - リードギター (2002年–2005年)、ベース、ボーカル (2011年–2016年)[1]

## ディスコグラフィ

### スタジオ・アルバム
- 『バイオハザード』 - Biohazard (1990年)
- 『アーバン・ディシプリン』 - Urban Discipline (1992年)
- 『ステイト・オブ・ザ・ワールド・アドレス』 - State of the World Address (1994年)
- 『マータ・レオン〜反逆の獅子』 - Mata Leão (1996年)
- 『ニュー・ワールド・ディスオーダー』 - New World Disorder (1999年)
- 『アンシヴィリゼイション』 - Uncivilization (2001年)
- 『キル・オア・ビィ・キルド』 - Kill or Be Killed (2003年)
- Means to an End (2005年)
- 『リボーン・イン・ディファイアンス』 - Reborn in Defiance (2012年)

### ライブ・アルバム
- 『ノー・ホールズ・バード 〜ライヴ・イン・ヨーロッパ〜』 - No Holds Barred (1997年)
- Live in San Francisco (2007年)

### コンピレーション・アルバム
- Tales from the B-Side (2001年)